# Bernard Franklin
Bernard Wallis Franklin (ur. 10 listopada 1889 w Battersea w Londynie, zm. 2 stycznia 1937 w Muswell Hill) – brytyjski gimnastyk, medalista olimpijski.
Uczestniczył w rywalizacji na V Letnich Igrzyskach olimpijskich rozgrywanych w Sztokholmie w 1912 roku. Startował tam w jednej konkurencji gimnastycznej. W wieloboju drużynowym w systemie standardowym uzyskując z drużyną 36,90 punktu, zajął trzecie miejsce, przegrywając jedynie z drużyną włoską i węgierską.
W 1920 roku podczas VII Letnich Igrzyskach Olimpijskich w Antwerpii Franklin wziął udział w jednej konkurencji gimnastycznej. W wieloboju drużynowym mężczyzn brytyjska drużyna gimnastyczna zdobyła 290,115 punktu i zajęła ostatnie, piąte miejsce.